# Rocha Fútbol Club
Rocha Fútbol Club é uma agremiação esportiva uruguaio com sede na cidade de Rocha, localizada no Departamento de Rocha. Disputa a segunda divisão do Campeonato Uruguaio.

Evolução do escudo.

## Títulos
- Torneio Apertura:(2005)